# Cortaderia selloana
Cortaderia selloana é uma espécie de planta com flor pertencente à família Poaceae. 
A autoridade científica da espécie é (Schult. & Schult.f.) Asch. & Graebn., tendo sido publicada em Synopsis der Mitteleuropäischen Flora 2(1): 325. 1900.
Os seus nomes comuns são capim-das-pampas', erva-das-pampas, paina, penacheiro, penacho-branco ou plumeira.
O seu nome é "cortadeira" na Argentina (de onde é nativa), uma vez que as suas folhas são extremamente cortantes, de tal forma que os pássaros que procurem ir comer-lhe as sementes se cortam.

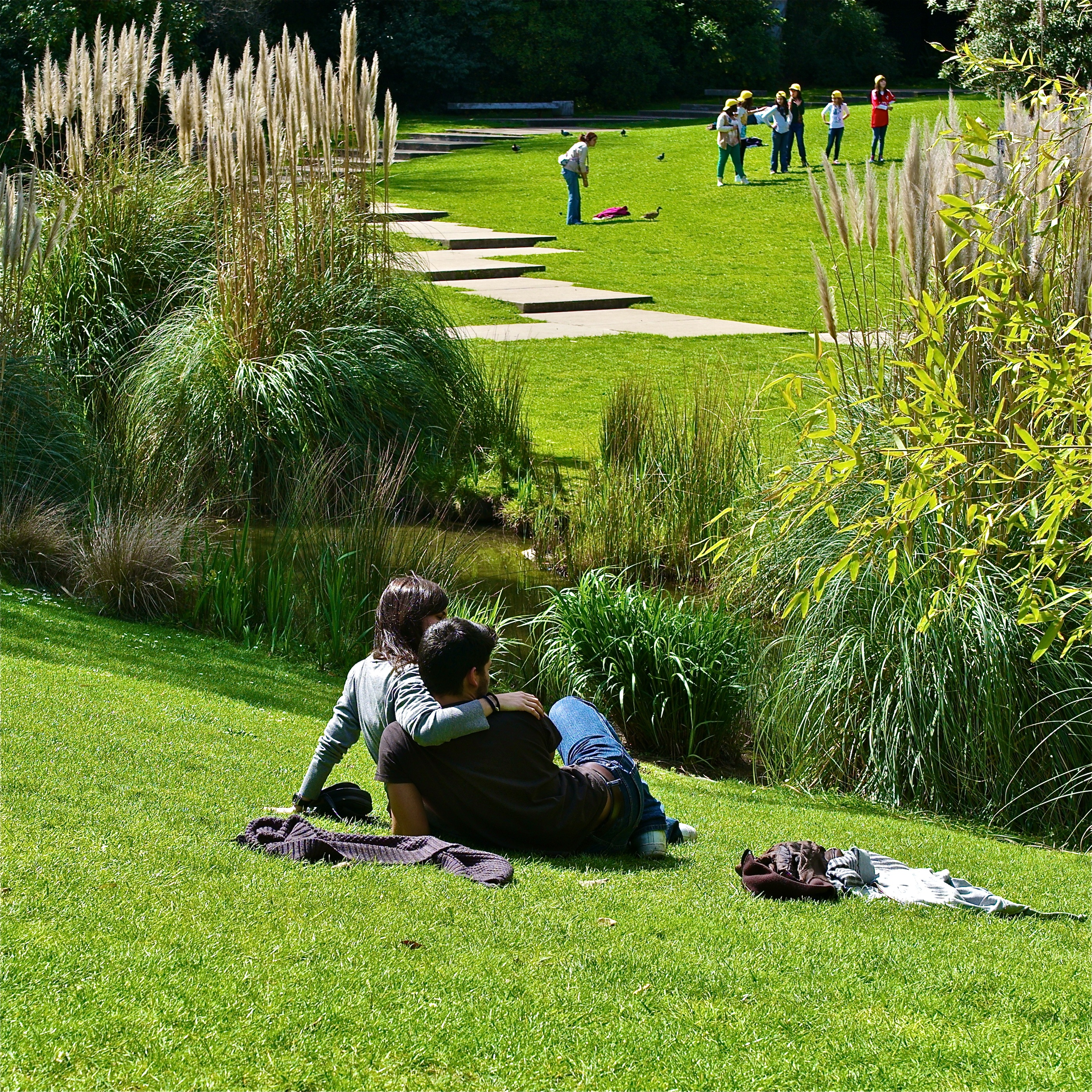
Exemplares de Ervas-das-pampas nos Jardins da Fundação Gulbenkian, em Lisboa

## Proliferação em Portugal
Trata-se de uma espécie presente no território português, nomeadamente em Portugal Continental e no Arquipélago dos Açores, tendo sido introduzida nas duas regiões atrás indicadas. Em Portugal é considerada planta invasora, alergénica e destruidora de ecossistemas.
Esta planta adapta-se facilmente às condições externas e pode crescer em uma ampla gama de ambientes e climas. Além disso, produz uma quantidade extremamente grande de sementes, e cada indivíduo é capaz de produzir mais de um milhão de sementes durante a sua vida. Portanto, em alguns lugares (por exemplo, Califórnia, Havaí ou Espanha Verde), a espécie é considerada invasiva, enquanto na Nova Zelândia e na África do Sul é proibida de ser vendida e distribuída pelas mesmas razões. A queima não mata a erva-das-pampas, deixando as raízes intactas, mas a capina química ajuda a lidar com ela.

## Proteção
Não se encontra protegida por legislação portuguesa ou da Comunidade Europeia; pelo contrário, em Portugal possui o estatuto de planta invasora pelo Decreto-Lei n.º 92/2019. Esta planta está incluída no catálogo Espanhol de espécies invasoras.